# 브라이턴 공습
브라이턴 공습은 제2차 세계 대전 동안 나치 독일 루프트바페가 브라이턴에 가한 폭격이다. 브라이턴은 1940년 7월부터 1944년 2월까지 기록된 56차례의 공중 공격을 받았다. 이 지역의 사상자는 사망자 198명, 중상자 357명, 경상자 433명이었다.
독일군의 해상 침략 가능성에 대비하여 해안선을 준비하기 위해, 해변은 1940년 7월 2일 오후 5시에 폐쇄되었고 지뢰가 매설되었으며 철조망으로 경비되었다. 팰리스 피어와 웨스트 피어 모두 부두로 사용되는 것을 막기 위해 갑판의 일부가 제거되었다. 이 도시는 더 이상 "안전 지대"가 아니라고 선언되었고, 30,000명의 사람들이 대피했다.

## 폭격

### 1940년
1940년 9월 14일 저녁 주력 부대에서 이탈한 단독 도르니에 Do 17 폭격기가 에드워드 스트리트와 어퍼 록 가든스 지역에 50kg 폭탄 20발을 투하했다. 두 발의 폭탄이 켐프 타운의 오데온 영화관을 강타하여 어린이 4명과 성인 2명이 사망했으며, 주변 지역에서 48명이 추가로 사망했다. 이는 전쟁 중 브라이턴에서 발생한 최악의 인명 피해 폭격으로 기록되었다.

### 1943년
1943년 5월 25일 오후 12시 25분, 25~30대의 독일 포케불프 Fw 190 항공기가 도시를 공격했다. 500kg 폭탄 22발이 투하되었고, 5분간의 공습 동안 거리는 기관총 공격을 받았다. 사망자는 남성 10명, 여성 12명, 어린이 2명이었다. 추가로 58명이 중상을 입었고 69명이 경상을 입었다. 런던 로드 철도 고가교의 중심 교각 중 하나가 파괴되었다. 철도 공장과 철도 차량에도 심각한 피해가 발생했다. 이 폭격은 전쟁 중 도시에 가해진 피해 중 최악으로, 150채의 집이 거주 불능이 되었고, 500명 이상이 집을 잃었으며, 블랙 록 가스 공장이 불에 탔다.

### 1944년
1944년 브라이턴은 V-1 비행폭탄의 공격을 받았다.
7월 10일, 두 명의 공병이 해변에서 지뢰를 제거하던 중 사망했다. 그들은 카나번셔 북웨일스에 있는 랜드데이니올렌 출신의 공병 존 오언 모리스와 뱅고어 란페어페찬 출신의 상병 제임스 그린 에번스였다.